# 491 Carina
491 Carina је астероид главног астероидног појаса са пречником од приближно 97,29 km.
Афел астероида је на удаљености од 3,473 астрономских јединица (АЈ) од Сунца, а перихел на 2,900 АЈ.
Ексцентрицитет орбите износи 0,089, инклинација (нагиб) орбите у односу на раван еклиптике 18,891 степени, а орбитални период износи 2077,866 дана (5,688 година).
Апсолутна магнитуда астероида је 8,50 а геометријски албедо 0,074.
Астероид је откривен 3. септембра 1902. године.